# SSD Calcio Marano
Società Sportiva Dilettantistica Calcio Marano byl italský fotbalový klub sídlící ve městě Marano Vicentino. Klub byl založen v roce 1951 jako US Juventina, zanikl v roce 2014 sloučením s ACD Trissino-Valdagno do nově vytvořeného klubu FCD Altovicentino.

## Umístění v jednotlivých sezonách
| Sezóny  | Liga                      | Úroveň | Z  | V  | R  | P  | VG | OG | +/- | B  | Pozice |
| ------- | ------------------------- | ------ | -- | -- | -- | -- | -- | -- | --- | -- | ------ |
| 2009/10 | Eccellenza Veneto – sk. A | 6      | 30 | 9  | 7  | 14 | 29 | 43 | -14 | 34 | 12.    |
| 2010/11 | Eccellenza Veneto – sk. A | 6      | 30 | 10 | 10 | 10 | 31 | 26 | +5  | 40 | 9.     |
| 2011/12 | Eccellenza Veneto – sk. A | 6      | 30 | 18 | 5  | 7  | 60 | 27 | +33 | 59 | 3.     |
| 2012/13 | Eccellenza Veneto – sk. A | 6      | 30 | 24 | 3  | 3  | 81 | 30 | +51 | 75 | 1.     |
| 2013/14 | Serie D – sk. C           | 5      | 34 | 25 | 8  | 1  | 72 | 24 | +48 | 83 | 2.     |